# ブレナン・ボッシュ
ブレナン・P・ボッシュ（Brennan P. Boesch, 1985年4月12日 - ）は、アメリカ合衆国・カリフォルニア州サンタモニカ出身の元プロ野球選手（外野手）。左投左打。

## 経歴
ハーバード・ウェストレイク高校時代は打率.490を記録。ベースボール・アメリカで25人の有望株として紹介された。その後カリフォルニア大学バークレー校に進学。

### タイガース時代
2006年のMLBドラフトでデトロイト・タイガースから3巡目（全体82位）で指名を受け入団。順調にマイナーリーグを駆け上がり、2009年シーズンは2Aエリー・シーウルブズで本塁打王と活躍。
2010年は、AAA級トレド・マッドヘンズで開幕を迎えたが、4月23日にカルロス・ギーエンの故障者リスト入りに伴い、メジャー昇格。同日のテキサス・レンジャーズ戦でデビュー。4月30日のロサンゼルス・エンゼルス・オブ・アナハイム戦でジョエル・ピネイロからメジャー初本塁打を満塁本塁打で記録した。その後も活躍し、5月、6月はルーキー・オブ・ザ・マンスを受賞した。しかし、後半戦に入るとスランプに陥り、同時にチームも失速し優勝争いからも脱落した。
2011年は開幕から左翼手のポジション獲得。不振で故障がちのマグリオ・オルドニェスに替わって右翼も守った。6月6日のテキサス・レンジャーズ戦では6打数5安打2本塁打5打点5得点と大活躍した。しかし、8月中旬に右手親指の靱帯を痛め、そのまま強行出場したが、打撃フォームに影響したのか、故障者リスト入りし、9月6日に手術を受けた。そのため、チームが地区優勝し、ポストシーズンを含めた残りのシーズンを欠場することとなった。
2013年3月13日に自由契約となった。

### ヤンキース時代

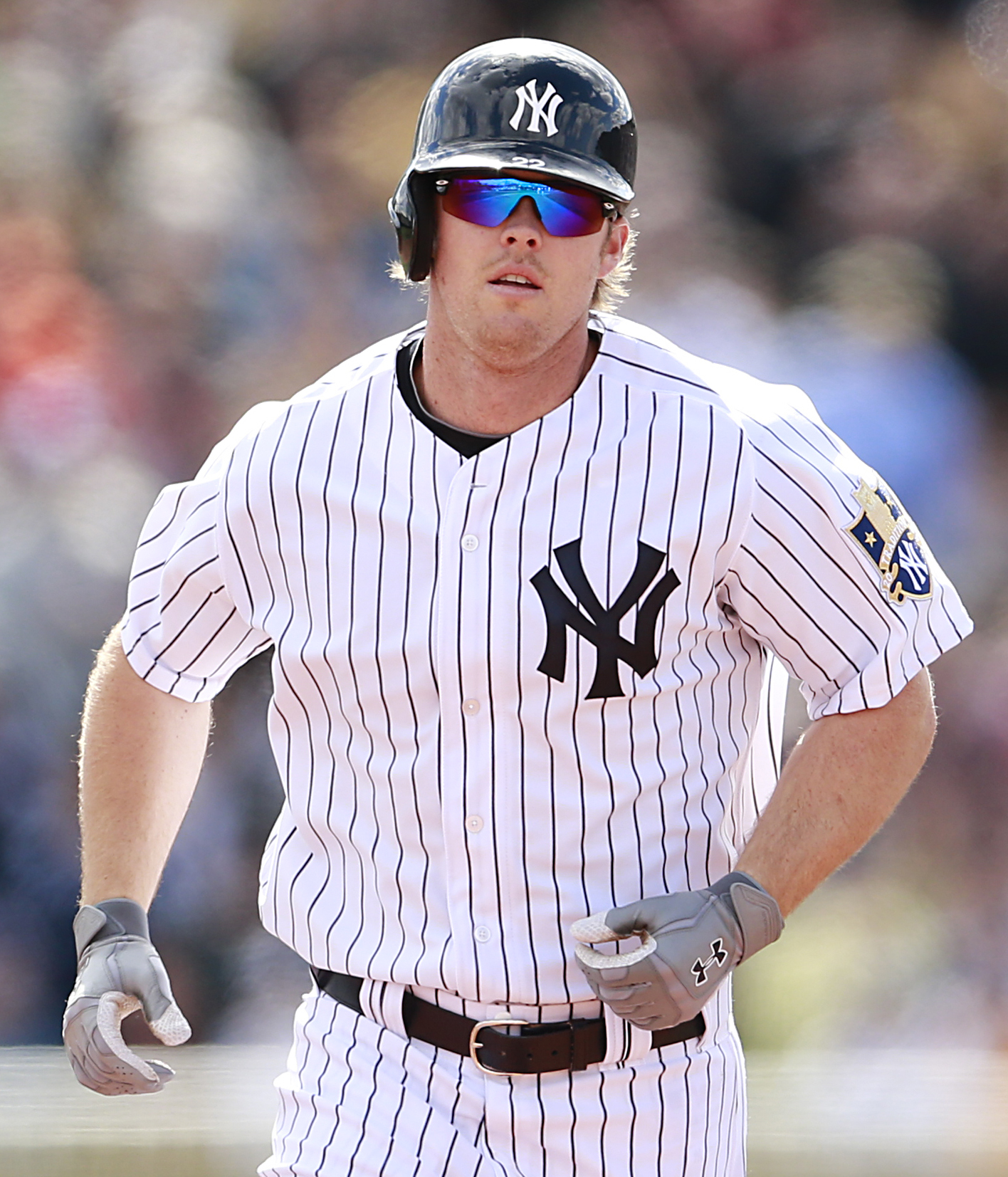
ニューヨーク・ヤンキース時代
(2013年)

2013年3月15日にニューヨーク・ヤンキースと総額150万ドル＋出来高60万ドルの1年契約に合意した。3月25日にアクティブロースター入りしたが、6月3日にアンディ・ペティットの復帰に伴いAAA級スクラントン・ウィルクスバリ・レイルライダースに降格した。しかし、7月19日に自由契約となった。

### エンゼルス時代
2014年1月28日にロサンゼルス・エンゼルス・オブ・アナハイムとマイナー契約を結んだ。AAA級ソルトレイク・ビーズで開幕を迎え、13試合に出場し、2本塁打9打点1盗塁、打率.250だった。4月16日にエンゼルスとメジャー契約を結んだが、マイナーに降格した。9月2日に、セプテンバー・コールアップで、メジャーに再昇格した。オフに、FAとなった。

### レッズ時代
2014年11月26日に、シンシナティ・レッズとマイナー契約を結んだ。
2015年4月5日にメジャー契約を結び25人枠入りした。6月16日にAAA級ルイビス・バッツに降格したが、8月19日に再昇格した。8月31日に右足首の骨挫傷で15日間の故障者リスト入りし、9月8日に復帰した。10月30日に40人枠から外れAAA級ルイビスに降格し、11月4日にFAとなった。

### レッドソックス傘下時代
2016年1月12日、ボストン・レッドソックスとマイナー契約を結び、同年のスプリングトレーニングに招待選手として参加することになった。
2017年4月11日に現役引退を表明した。

## 詳細情報

### 年度別打撃成績
| 年 度    | 球 団    | 試 合 | 打 席 | 打 数 | 得 点 | 安 打 | 二 塁 打 | 三 塁 打 | 本 塁 打 | 塁 打 | 打 点 | 盗 塁 | 盗 塁 死 | 犠 打 | 犠 飛 | 四 球 | 敬 遠 | 死 球 | 三 振 | 併 殺 打 | 打 率 | 出 塁 率 | 長 打 率 | O P S |
| -------- | -------- | ----- | ----- | ----- | ----- | ----- | -------- | -------- | -------- | ----- | ----- | ----- | -------- | ----- | ----- | ----- | ----- | ----- | ----- | -------- | ----- | -------- | -------- | ----- |
| 2010     | DET      | 133   | 512   | 464   | 49    | 119   | 26       | 3        | 14       | 193   | 67    | 7     | 1        | 0     | 3     | 40    | 5     | 5     | 99    | 5        | .256  | .320     | .416     | .736  |
| 2011     | DET      | 115   | 472   | 428   | 75    | 121   | 25       | 1        | 16       | 196   | 54    | 5     | 3        | 0     | 4     | 35    | 2     | 5     | 83    | 7        | .283  | .341     | .458     | .799  |
| 2012     | DET      | 132   | 503   | 470   | 52    | 113   | 22       | 2        | 12       | 175   | 54    | 6     | 3        | 0     | 2     | 26    | 1     | 5     | 104   | 11       | .240  | .286     | .372     | .659  |
| 2013     | NYY      | 23    | 53    | 51    | 6     | 14    | 2        | 1        | 3        | 27    | 8     | 0     | 0        | 0     | 0     | 2     | 0     | 0     | 9     | 2        | .275  | .302     | .529     | .831  |
| 2014     | LAA      | 27    | 79    | 75    | 6     | 14    | 2        | 0        | 2        | 22    | 7     | 3     | 0        | 0     | 2     | 2     | 1     | 0     | 19    | 0        | .187  | .203     | .293     | .496  |
| 2015     | CIN      | 51    | 94    | 89    | 4     | 13    | 2        | 0        | 1        | 18    | 5     | 1     | 0        | 0     | 0     | 4     | 0     | 1     | 30    | 0        | .146  | .191     | .202     | .394  |
| MLB：6年 | MLB：6年 | 481   | 1713  | 1577  | 192   | 394   | 79       | 7        | 48       | 631   | 195   | 22    | 7        | 0     | 11    | 109   | 9     | 16    | 344   | 25       | .250  | .303     | .400     | .703  |

### 背番号
- 26（2010年 - 2012年）
- 22（2013年）
- 00（2014年 - 同年途中）
- 28（2014年途中 - 同年終了）
- 27（2015年）